# 2019年のパシフィック・リーグクライマックスシリーズ
2019年のパシフィック・リーグクライマックスシリーズは、2019年10月に開催されたプロ野球パシフィック・リーグのクライマックスシリーズ。前年に引き続きパーソルホールディングスがタイトルスポンサーとなり、「2019 パーソル クライマックスシリーズ パ」の名称で施行される。

## 概要
本大会はSMBC日本シリーズ2019出場権をかけたプレーオフトーナメント。

### ファーストステージ
レギュラーシーズン2位の福岡ソフトバンクホークスと3位の東北楽天ゴールデンイーグルスが3戦2勝先取制で争い、勝者がファイナルステージに進出する。このチームの組み合わせは2年ぶり3回目。 
福岡ヤフオク!ドームでの開催は6年連続8回目。6年連続の開催は初めてとなる。 
- 会期：10月5日から10月7日
- 球場：福岡ヤフオク!ドーム
- 試合開始時間[1]：
  - 10月5日（第1戦）・10月6日（第2戦）：13:00
  - 10月7日（第3戦）：18:00

### ファイナルステージ
レギュラーシーズン1位（1勝分のアドバンテージが与えられる）の埼玉西武ライオンズとファーストステージ勝者の福岡ソフトバンクホークスが6戦4勝先取制で争い、勝者がSMBC日本シリーズ2019への出場権を得る。このチームの組み合わせはプレーオフを含めて6回目であり、過去最多である。
メットライフドームでの開催は3年連続7回目である。なお10月12日の第4戦は令和元年東日本台風（台風19号）接近の影響による観客の安全面を考慮するため中止順延となり、第5戦は当初の13時開始予定から1時間繰り下がり、14時開始となった。
福岡ソフトバンクホークスがアドバンテージを含む4勝1敗で制し、CS導入以降として初となる3年連続18回目の日本シリーズ進出を決めた。レギュラーシーズン2位以下のチームが、2年連続でクライマックスシリーズを制し、日本シリーズ出場となるのは、両リーグを通じて初の事例。埼玉西武ライオンズは2年連続で日本シリーズ進出を逃した。
- 会期：10月9日から10月13日
- 球場：メットライフドーム
- 試合開始時間[4]：
  - 10月9日（第1戦）・10月10日（第2戦）・10月11日（第3戦）：18:00
  - 10月13日（第4戦）：14:00

### トーナメント表
|  | 1stステージ（準決勝） | 1stステージ（準決勝） |                                  |       | ファイナルステージ（決勝） | ファイナルステージ（決勝） |
|  |                       |                       |                                  |       |                            |                            |
|  |                       |                       |                                  |       |                            |                            |
|  |                       |                       |                                  |       |                            |                            |
|  |                       |                       |                                  |       |                            |                            |
|  |                       |                       | （6戦4勝制） メットライフドーム  |       |                            |                            |
|  |                       |                       |                                  |       |                            |                            |
|  | 西武(パ優勝）         | ☆●●●●                 |                                  |       |                            |                            |
|  | 西武(パ優勝）         | ☆●●●●                 | （3戦2勝制） 福岡ヤフオク!ドーム |       |                            |                            |
|  |                       |                       | ソフトバンク                     | ★○○○○ |                            |                            |
|  | ソフトバンク(パ2位）  | ●○○                   | ソフトバンク                     | ★○○○○ |                            |                            |
|  | ソフトバンク(パ2位）  | ●○○                   |                                  |       |                            |                            |
|  | 楽天(パ3位）          | ○●●                   |                                  |       |                            |                            |
|  | 楽天(パ3位）          | ○●●                   |                                  |       |                            |                            |
|  |                       |                       |                                  |       |                            |                            |
|  |                       |                       |                                  |       |                            |                            |
|  |                       |                       |                                  |       |                            |                            |
|  |                       |                       |                                  |       |                            |                            |

☆・★=ファイナルステージのアドバンテージによる1勝・1敗分

## 日程

### ファーストステージ
| 日付                           | 試合  | ビジター球団（先攻）         | スコア | ホーム球団（後攻）       | 開催球場            |
| 10月5日（土）                  | 第1戦 | 東北楽天ゴールデンイーグルス | 5－3   | 福岡ソフトバンクホークス | 福岡ヤフオク!ドーム |
| 10月6日（日）                  | 第2戦 | 東北楽天ゴールデンイーグルス | 4 - 6  | 福岡ソフトバンクホークス | 福岡ヤフオク!ドーム |
| 10月7日（月）                  | 第3戦 | 東北楽天ゴールデンイーグルス | 1 - 2  | 福岡ソフトバンクホークス | 福岡ヤフオク!ドーム |
| 勝者：福岡ソフトバンクホークス |       |                              |        |                          |                     |

### ファイナルステージ
| 日付                           | 試合           | ビジター球団（先攻）                     | スコア                                   | ホーム球団（後攻）                       | 開催球場           |
| アドバンテージ                 | アドバンテージ | 福岡ソフトバンクホークス                 |                                          | 埼玉西武ライオンズ                       |                    |
| 10月9日（水）                  | 第1戦          | 福岡ソフトバンクホークス                 | 8 - 4                                    | 埼玉西武ライオンズ                       | メットライフドーム |
| 10月10日（木）                 | 第2戦          | 福岡ソフトバンクホークス                 | 8 - 6                                    | 埼玉西武ライオンズ                       | メットライフドーム |
| 10月11日（金）                 | 第3戦          | 福岡ソフトバンクホークス                 | 7 - 0                                    | 埼玉西武ライオンズ                       | メットライフドーム |
| 10月12日（土）                 | 第4戦          | 令和元年東日本台風（台風19号）のため中止 | 令和元年東日本台風（台風19号）のため中止 | 令和元年東日本台風（台風19号）のため中止 | メットライフドーム |
| 10月13日（日）                 | 第4戦          | 福岡ソフトバンクホークス                 | 9 - 3                                    | 埼玉西武ライオンズ                       | メットライフドーム |
| 勝者：福岡ソフトバンクホークス |                |                                          |                                          |                                          |                    |

## 試合結果

### ファーストステージ
| 日付                           | 試合  | ビジター球団（先攻）         | スコア | ホーム球団（後攻）       | 開催球場            |
| 10月5日（土）                  | 第1戦 | 東北楽天ゴールデンイーグルス | 5－3   | 福岡ソフトバンクホークス | 福岡ヤフオク!ドーム |
| 10月6日（日）                  | 第2戦 | 東北楽天ゴールデンイーグルス | 4 - 6  | 福岡ソフトバンクホークス | 福岡ヤフオク!ドーム |
| 10月7日（月）                  | 第3戦 | 東北楽天ゴールデンイーグルス | 1 - 2  | 福岡ソフトバンクホークス | 福岡ヤフオク!ドーム |
| 勝者：福岡ソフトバンクホークス |       |                              |        |                          |                     |

#### 第1戦 10月5日
|              | 1 | 2 | 3 | 4 | 5 | 6 | 7 | 8 | 9 | R | H | E |
| ------------ | - | - | - | - | - | - | - | - | - | - | - | - |
| 楽天         | 1 | 0 | 1 | 0 | 1 | 0 | 1 | 0 | 1 | 5 | 8 | 0 |
| ソフトバンク | 1 | 2 | 0 | 0 | 0 | 0 | 0 | 0 | 0 | 3 | 6 | 1 |

1. 楽：○則本昂（6回）、H宋家豪（1回）、H森原（1回）、S松井（1回） - 足立、太田
2. ソ：●千賀（7回）、モイネロ（1回）、髙橋純（0回2/3）、嘉弥真（0回1/3） - 甲斐
3. 勝利：則本（1勝）
4. セーブ：松井（1S）
5. 敗戦：千賀（1敗）
6. 本塁打
楽：浅村1号（1回ソロ・千賀）、オコエ1号（3回ソロ・千賀）、浅村2号（5回ソロ・千賀）、茂木1号（7回ソロ・千賀）
ソ：今宮1号（1回ソロ・則本昂）、内川聖一1号（2回2ラン・則本昂）
7. 審判
［球審］津川
［塁審］栁田（1B）、有隅（2B）、山本貴（3B）
［外審］秋村（LL）、福家（RL）
8. 開始：13時00分 試合時間：3時間15分[5]

| 楽天 | 楽天   | 楽天         |
| 打順 | 守備   | 選手         |
| ---- | ------ | ------------ |
| 1    | [左]   | 島内         |
| 2    | [遊]   | 茂木         |
| 3    | [二]   | 浅村         |
| 4    | [指]   | ブラッシュ   |
| 5    | [一]   | 銀次         |
| 6    | [右]   | 渡邊佳       |
|      | 打     | 下水流       |
|      | 捕     | 太田光       |
| 7    | [三]   | ウィーラー   |
|      | 走中   | 辰己         |
| 8    | [捕]   | 足立         |
|      | 打     | フェルナンド |
|      | 三     | 村林         |
| 9    | [中右] | オコエ       |

| ソフトバンク | ソフトバンク | ソフトバンク |
| 打順         | 守備         | 選手         |
| ------------ | ------------ | ------------ |
| 1            | [二]         | 明石         |
| 2            | [遊]         | 今宮         |
| 3            | [左]         | グラシアル   |
|              | 走左         | 周東         |
| 4            | [中]         | 柳田         |
| 5            | [指]         | デスパイネ   |
| 6            | [右]         | 中村晃       |
| 7            | [一]         | 内川聖一     |
| 8            | [三]         | 松田宣       |
| 9            | [捕]         | 甲斐         |

ソフトバンクの先発は千賀、楽天の先発は則本昂。
楽天は1回表、2死から浅村のソロ本塁打で先行したが、その裏ソフトバンクは1死から今宮のソロ本塁打で同点とし、さらに2回裏には内川聖一の2ランで勝ち越しに成功する。それでも楽天は3回表にオコエのソロ本塁打、5回表に浅村のこの日2本目となるソロ本塁打で同点とする。そのまま同点で迎えた7回表、楽天は2死から茂木のソロ本塁打で勝ち越し、さらに9回表には浅村の適時内野安打で追加点をあげた。投手陣では、先発・則本昂は6回3失点と好投すると、7回以降は宋家豪、森原、松井が無失点で繋ぎ、楽天が5-3で勝利。ファイナルステージ進出に王手をかけた。
一方、敗れたソフトバンクは先発の千賀が4本のソロ本塁打を被弾し、打線も4回以降はわずか2安打と沈黙し後がなくなった。

#### 第2戦 10月6日
|              | 1 | 2 | 3 | 4 | 5 | 6 | 7 | 8 | 9 | R | H  | E |
| ------------ | - | - | - | - | - | - | - | - | - | - | -- | - |
| 楽天         | 1 | 0 | 1 | 2 | 0 | 0 | 0 | 0 | 0 | 4 | 7  | 0 |
| ソフトバンク | 1 | 0 | 3 | 1 | 1 | 0 | 0 | 0 | × | 6 | 12 | 0 |

1. 楽：●美馬（4回）、高梨（0回2/3）、青山（0回1/3）、ブセニッツ（1回）、宋家豪（1回）、森原（1回） - 堀内、太田
2. ソ：バンデンハーク（3回2/3）、○嘉弥真（0回1/3）、H石川（2回）、H甲斐野（1回）、Hモイネロ（1回）、S森（1回） - 甲斐、髙谷
3. 勝利：嘉弥真（1勝）
4. セーブ：森（1S）
5. 敗戦：美馬（1敗）
6. 本塁打
楽：浅村3号（3回ソロ・バンデンハーク）
ソ：柳田1号（1回ソロ・美馬）、デスパイネ1号（3回2ラン・美馬）、福田1号（4回ソロ・美馬）
7. 審判
［球審］山本貴
［塁審］有隅（1B）、秋村（2B）、福家（3B）
［外審］村山（LL）、栁田（RL）
8. 開始：13時00分 試合時間：3時間39分[7]

| 楽天 | 楽天 | 楽天         |
| 打順 | 守備 | 選手         |
| ---- | ---- | ------------ |
| 1    | [左] | 島内         |
| 2    | [遊] | 茂木         |
| 3    | [二] | 浅村         |
| 4    | [右] | ブラッシュ   |
| 5    | [一] | 銀次         |
| 6    | [三] | 藤田         |
| 7    | [指] | ウィーラー   |
| 8    | [捕] | 堀内         |
|      | 打中 | オコエ       |
| 9    | [中] | 辰己         |
|      | 打   | フェルナンド |
|      | 捕   | 太田         |

| ソフトバンク | ソフトバンク | ソフトバンク |
| 打順         | 守備         | 選手         |
| ------------ | ------------ | ------------ |
| 1            | [二]         | 牧原         |
| 2            | [左]         | 中村晃       |
|              | 左           | 周東         |
| 3            | [中]         | 柳田         |
| 4            | [指]         | デスパイネ   |
|              | 走指         | 髙田         |
| 5            | [三]         | グラシアル   |
| 6            | [右]         | 福田         |
| 7            | [一]         | 内川聖一     |
|              | 走一         | 明石         |
| 8            | [遊]         | 今宮         |
| 9            | [捕]         | 甲斐         |
|              | 打           | 長谷川勇     |
|              | 捕           | 髙谷         |

ソフトバンクの先発はバンデンハーク、楽天の先発は美馬。
楽天は1回表、1死1,3塁からブラッシュの三ゴロの間に先制したが、ソフトバンクはその裏、柳田のソロ本塁打で同点とする。3回表、楽天は浅村の2試合連続本塁打で勝ち越すも、ソフトバンクはその裏に柳田の適時二塁打で同点とし、続くデスパイネの2ラン本塁打で2点を勝ち越す。それでも直後の4回表、楽天は1死満塁から浅村の2点適時打で同点とする。しかし、ソフトバンクはその裏、先頭打者・福田の本塁打で勝ち越しに成功すると、さらに5回裏にはデスパイネが適時打を放ち、リードを広げた。
ソフトバンクの先発・バンデンハークは、3回2/3を4失点と試合を作ることができなかったが、5人の救援陣が0点で守り抜き、ソフトバンクが6-4で勝利。ファイナルステージ進出に逆王手をかけた。
一方敗れた楽天は、先発の美馬が、味方が得点した直後に失点するなど、2度のリードを守り切れず、流れをつかめなかった。
ここからソフトバンクは2022年のCSファイナルステージ第1戦に敗れるまでポストシーズン18連勝を記録した。また、本拠地でのポストシーズンでは、2022年CSファーストステージ第2戦まで10連勝中である。

#### 第3戦 10月7日
|              | 1 | 2 | 3 | 4 | 5 | 6 | 7 | 8 | 9 | R | H | E |
| ------------ | - | - | - | - | - | - | - | - | - | - | - | - |
| 楽天         | 0 | 0 | 0 | 1 | 0 | 0 | 0 | 0 | 0 | 1 | 3 | 0 |
| ソフトバンク | 0 | 0 | 0 | 1 | 0 | 0 | 1 | 0 | × | 2 | 6 | 0 |

1. 楽：岸（6回）、●宋家豪（1回）、松井（1回） - 太田、堀内
2. ソ：高橋礼（5回1/3）、H髙橋純（0回2/3）、H嘉弥真（0回1/3）、○甲斐野（0回2/3）、Hモイネロ（1回）、S森（1回） - 甲斐、髙谷
3. 勝利：甲斐野（1勝）
4. セーブ：森（2S）
5. 敗戦：宋（1敗）
6. 本塁打
楽：浅村4号（4回ソロ・高橋礼）
ソ：内川聖一2号（7回ソロ・宋家豪）
7. 審判
［球審］福家
［塁審］秋村（1B）、村山（2B）、栁田（3B）
［外審］津川（LL）、有隅（RL）
8. 開始：18時00分 試合時間：3時間05分[9]

| 楽天 | 楽天 | 楽天         |
| 打順 | 守備 | 選手         |
| ---- | ---- | ------------ |
| 1    | [左] | 島内         |
| 2    | [遊] | 茂木         |
| 3    | [二] | 浅村         |
| 4    | [指] | ブラッシュ   |
| 5    | [一] | 銀次         |
| 6    | [三] | 藤田         |
| 7    | [右] | 渡邊佳       |
|      | 打   | ウィーラー   |
|      | 捕   | 堀内         |
| 8    | [捕] | 太田         |
|      | 打右 | フェルナンド |
| 9    | [中] | 辰己         |
|      | 打中 | オコエ       |

| ソフトバンク | ソフトバンク | ソフトバンク |
| 打順         | 守備         | 選手         |
| ------------ | ------------ | ------------ |
| 1            | [右]         | 福田         |
| 2            | [二]         | 明石         |
| 3            | [中]         | 柳田         |
| 4            | [指]         | デスパイネ   |
| 5            | [三]         | グラシアル   |
| 6            | [一]         | 内川聖一     |
| 7            | [左]         | 長谷川勇     |
|              | 走左         | 周東         |
| 8            | [遊]         | 今宮         |
| 9            | [捕]         | 甲斐         |
|              | 打           | 中村晃       |
|              | 捕           | 髙谷         |

ソフトバンクの先発は高橋礼、楽天の先発は岸。
楽天は4回表、浅村がシリーズ3試合連続本塁打となるソロ本塁打を放ち、1点を先制する。しかしその裏、ソフトバンクは2死無走者からデスパイネ、グラシアルの連打で2死1,2塁のチャンスを作ると、内川聖一の適時打で同点とする。その後は再び両チーム無得点で試合が進んだが、7回裏、岸から代わった2番手・宋家豪から、先頭打者の内川聖一がソロ本塁打を放ち、ソフトバンクが勝ち越しに成功する。その後は8回・モイネロ、9回・森の継投で逃げ切り、ソフトバンクが6年連続となるファイナルステージ進出を決めた。パ・リーグのクライマックスシリーズファーストステージで、第1戦に敗退したチームがファイナルステージに進出するのは、2017年の楽天以来、史上2度目。
一方、敗れた楽天は打線がわずか3安打に終わり、2年ぶりのファイナルステージ進出とはならなかった。

### ファイナルステージ
| 日付                           | 試合           | ビジター球団（先攻）                     | スコア                                   | ホーム球団（後攻）                       | 開催球場           |
| アドバンテージ                 | アドバンテージ | 福岡ソフトバンクホークス                 |                                          | 埼玉西武ライオンズ                       |                    |
| 10月9日（水）                  | 第1戦          | 福岡ソフトバンクホークス                 | 8 - 4                                    | 埼玉西武ライオンズ                       | メットライフドーム |
| 10月10日（木）                 | 第2戦          | 福岡ソフトバンクホークス                 | 8 - 6                                    | 埼玉西武ライオンズ                       | メットライフドーム |
| 10月11日（金）                 | 第3戦          | 福岡ソフトバンクホークス                 | 7 - 0                                    | 埼玉西武ライオンズ                       | メットライフドーム |
| 10月12日（土）                 | 第4戦          | 令和元年東日本台風（台風19号）のため中止 | 令和元年東日本台風（台風19号）のため中止 | 令和元年東日本台風（台風19号）のため中止 | メットライフドーム |
| 10月13日（日）                 | 第4戦          | 福岡ソフトバンクホークス                 | 9 - 3                                    | 埼玉西武ライオンズ                       | メットライフドーム |
| 勝者：福岡ソフトバンクホークス |                |                                          |                                          |                                          |                    |

#### 第1戦 10月9日
|              | 1 | 2 | 3 | 4 | 5 | 6 | 7 | 8 | 9 | R | H  | E |
| ------------ | - | - | - | - | - | - | - | - | - | - | -- | - |
| ソフトバンク | 2 | 0 | 0 | 0 | 0 | 0 | 1 | 2 | 3 | 8 | 11 | 0 |
| 西武         | 0 | 0 | 3 | 0 | 0 | 1 | 0 | 0 | 0 | 4 | 8  | 0 |

1. ソ：和田（4回）、嘉弥真（0回1/3）、髙橋純（1回1/3）、○甲斐野（1回）、Hモイネロ（1回）、森（1回） - 甲斐、髙谷
2. 西：ニール（6回0/3）、H小川（1回）、●平井（0回1/3）、平良（0回2/3）、榎田（1回） - 森
3. 勝利：甲斐野（1勝）
4. 敗戦：平井（1敗）
5. 本塁打
ソ：グラシアル1号（7回ソロ・ニール）
6. 審判
［球審］佐々木
［塁審］木内（1B）、白井（2B）、本田（3B）
［外審］丹波（LL）、敷田（RL）
7. 試合開始：18時00分 試合時間：3時間38分[12]

| ソフトバンク | ソフトバンク | ソフトバンク |
| 打順         | 守備         | 選手         |
| ------------ | ------------ | ------------ |
| 1            | [右]         | 福田         |
| 2            | [遊]         | 今宮         |
| 3            | [中]         | 柳田         |
| 4            | [指]         | デスパイネ   |
|              | 走指         | 周東         |
|              | 打指         | 川島         |
| 5            | [三]         | 松田宣       |
| 6            | [一]         | 内川聖一     |
|              | 打           | 長谷川勇     |
|              | 走一         | 明石         |
| 7            | [左]         | グラシアル   |
|              | 捕           | 髙谷         |
| 8            | [二左]       | 牧原         |
| 9            | [捕]         | 甲斐         |
|              | 二           | 髙田         |

| 西武 | 西武 | 西武   |
| 打順 | 守備 | 選手   |
| ---- | ---- | ------ |
| 1    | [中] | 秋山   |
| 2    | [遊] | 源田   |
| 3    | [捕] | 森     |
| 4    | [三] | 中村   |
| 5    | [二] | 外崎   |
| 6    | [一] | 山川   |
| 7    | [指] | 栗山   |
| 8    | [右] | 木村   |
|      | 打   | メヒア |
|      | 右   | 熊代   |
| 9    | [左] | 金子侑 |

西武の先発はニール、ソフトバンクの先発は和田。
ソフトバンクは1回表、今宮の捕手内野安打や柳田の中前打などで二死一、三塁の好機を作り、松田宣の2点適時二塁打で先制。しかし、西武は3回裏、秋山の四球や源田の中前打などで二死一、三塁の好機を作り、中村の適時打で1点を返す。なおも二死一、二塁の場面で外崎が2点適時三塁打を放ち逆転した。さらに西武は6回裏、山川の適時二塁打で1点を追加し、4-2と突き放した。
しかし7回表、ソフトバンクはグラシアルのソロ本塁打で再び1点差とすると、8回表には西武の3番手・平井から一死一、三塁のチャンスを作り、代わった4番手・平良から代打・長谷川勇が適時打を放ち同点。さらに、続くグラシアルの打席で森が捕逸し、逆転に成功する。9回表には今宮・松田宣の適時打で3点を追加し8-4と突き放した。
ソフトバンクの先発・和田は4回3失点で降板するも、救援陣が残りの回を1点に抑え、最後は森が三者凡退に抑えて試合終了。ソフトバンクが初戦を制し、西武のアドバンテージを含めて1勝1敗とした。7回裏のピンチを凌いで勝利投手となった甲斐野はファーストステージ第3戦でも勝利投手となっており、ファーストステージとファイナルステージ両方で勝利投手となった史上初のルーキーとなった。
一方、敗れた西武は先発・ニールが6回0/3を3失点と試合を作ったものの、後を受けたリリーフ陣がソフトバンク打線に捕まり、痛い敗戦となった。

#### 第2戦 10月10日
|              | 1 | 2 | 3 | 4 | 5 | 6 | 7 | 8 | 9 | R | H  | E |
| ------------ | - | - | - | - | - | - | - | - | - | - | -- | - |
| ソフトバンク | 1 | 1 | 4 | 1 | 0 | 1 | 0 | 0 | 0 | 8 | 13 | 0 |
| 西武         | 0 | 0 | 0 | 1 | 3 | 0 | 1 | 1 | 0 | 6 | 10 | 0 |

1. ソ：武田（4回0/3）、嘉弥真（0回2/3）、○石川（1回1/3）、甲斐野（1回）、モイネロ（0回2/3）、S森（1回1/3） - 髙谷、甲斐
2. 西：●今井（2回2/3）、佐野（2回1/3）、マーティン（0回2/3）、平良（1回1/3）、ヒース（1回）、増田（1回） - 森
3. 勝利：石川（1勝）
4. セーブ：森（1S）
5. 敗戦：今井（1敗）
6. 本塁打
ソ：中村晃1号（3回2ラン・今井）、グラシアル2号（6回ソロ・マーティン）
西：外崎1号（4回ソロ・武田）
7. 審判
［球審］本田
［塁審］白井（1B）、丹波（2B）、敷田（3B）
［外審］橋本（LL）、木内（RL）
8. 試合開始：18時00分 試合時間：4時間26分[20]

| ソフトバンク | ソフトバンク | ソフトバンク |
| 打順         | 守備         | 選手         |
| ------------ | ------------ | ------------ |
| 1            | [二]         | 牧原         |
| 2            | [遊]         | 今宮         |
|              | 走左         | 周東         |
| 3            | [中]         | 柳田         |
| 4            | [指]         | デスパイネ   |
| 5            | [右左]       | 中村晃       |
|              | 遊           | 髙田         |
| 6            | [左]         | グラシアル   |
|              | 右           | 福田         |
| 7            | [一]         | 内川聖一     |
| 8            | [三]         | 松田宣       |
| 9            | [捕]         | 髙谷         |
|              | 捕           | 甲斐         |

| 西武 | 西武   | 西武   |
| 打順 | 守備   | 選手   |
| ---- | ------ | ------ |
| 1    | [中]   | 秋山   |
| 2    | [遊]   | 源田   |
| 3    | [捕]   | 森     |
| 4    | [三]   | 中村   |
| 5    | [二]   | 外崎   |
| 6    | [一]   | 山川   |
| 7    | [指]   | メヒア |
| 8    | [右]   | 木村   |
|      | 打左   | 栗山   |
| 9    | [左右] | 金子侑 |

西武の先発は今井、ソフトバンクの先発は武田。
1回表、ソフトバンクは中村晃の適時打で先制すると、2回表には牧原の右犠飛で1点を追加。続く3回表にはデスパイネの適時二塁打、中村晃の2点本塁打、髙谷の適時二塁打で4点を追加し、3回途中で西武の先発・今井をKOした。さらに4回表には、2番手の佐野から内川聖一が適時打を放ち、4回表終了時点で7点をリードした。それでも西武は4回裏、外崎のソロ本塁打で1点を返すと、5回裏には木村、金子侑の連打で無死1,2塁のチャンスを作る。ここでソフトバンクの先発・武田は降板し、2番手に嘉弥真が登板するも、1死から源田が適時二塁打、森が右犠飛を放つと、さらに嘉弥真から代わった3番手・石川から中村が適時二塁打を放ち、7-4の３点差まで追い上げた。しかし、直後の6回表、3番手・マーティンからグラシアルがソロ本塁打を放ち、8-4となる。それでも西武は7回裏、無死1,3塁から中村の遊ゴロで、8回裏には秋山の適時打でそれぞれ1点を返し、8-6の2点差とする。するとソフトバンクはクローザーの森を8回裏途中から投入。森はそのまま9回裏も投げ切り、ソフトバンクが2連勝。西武のアドバンテージを含め、ソフトバンクが2勝1敗とリードした。
なお、ソフトバンクは第1戦の7回表からこの試合の4回表まで、7イニング連続得点を記録。これは、1973年の日本シリーズで巨人が記録した6イニング連続を上回り、ポストシーズン史上最長記録となった。

#### 第3戦 10月11日
|              | 1 | 2 | 3 | 4 | 5 | 6 | 7 | 8 | 9 | R | H  | E |
| ------------ | - | - | - | - | - | - | - | - | - | - | -- | - |
| ソフトバンク | 1 | 2 | 0 | 2 | 0 | 0 | 0 | 0 | 2 | 7 | 14 | 1 |
| 西武         | 0 | 0 | 0 | 0 | 0 | 0 | 0 | 0 | 0 | 0 | 2  | 1 |

1. ソ：○千賀（8回）、高橋純（1回） - 甲斐、髙谷
2. 西：●十亀（4回）、松本（3回）、ヒース（0回1/3）、小川（0回2/3）、平井（1回） - 森
3. 勝利：千賀（1勝）
4. 敗戦：十亀（1敗）
5. 本塁打
ソ：牧原1号（4回2ラン・十亀）
6. 審判
［球審］敷田
［塁審］丹波（1B）、橋本（2B）、木内（3B）
［外審］佐々木（LL）、白井（RL）
7. 試合開始：18時00分 試合時間：3時間34分[23]

| ソフトバンク | ソフトバンク | ソフトバンク |
| 打順         | 守備         | 選手         |
| ------------ | ------------ | ------------ |
| 1            | [二]         | 牧原         |
| 2            | [遊]         | 今宮         |
| 3            | [中]         | 柳田         |
| 4            | [指]         | デスパイネ   |
|              | 走指         | 栗原         |
| 5            | [右左]       | 中村晃       |
|              | 捕           | 髙谷         |
| 6            | [左]         | グラシアル   |
|              | 右           | 福田         |
|              | 走一         | 明石         |
| 7            | [三]         | 松田宣       |
| 8            | [一]         | 内川聖一     |
|              | 一           | 明石         |
| 9            | [捕]         | 甲斐         |
|              | 打           | 長谷川勇     |
|              | 左           | 周東         |

| 西武 | 西武 | 西武   |
| 打順 | 守備 | 選手   |
| ---- | ---- | ------ |
| 1    | [中] | 秋山   |
| 2    | [遊] | 源田   |
| 3    | [捕] | 森     |
| 4    | [三] | 中村   |
| 5    | [二] | 外崎   |
| 6    | [一] | 山川   |
| 7    | [左] | 栗山   |
| 8    | [指] | メヒア |
| 9    | [右] | 金子侑 |

西武の先発は十亀、ソフトバンクの先発は千賀。
ソフトバンクは1回表、中村晃の適時打で、3試合連続初回に先制。続く2回表には牧原の2点適時二塁打で2点を追加すると、さらに4回表には牧原が2点本塁打を放ち突き放した。投げては先発・千賀が初回に秋山に安打を許した後は8回2死まで27人連続無安打と好投。結局8回2安打無失点10奪三振でマウンドを降りた。ソフトバンクは9回表に福田の2点適時二塁打でダメ押しし、西武のアドバンテージ含む3勝1敗で日本シリーズ進出に王手をかけた。
一方の西武は、先発の十亀が4回5失点と試合を作れず、打線も2安打無得点の完封負けで後がなくなった。

#### 第4戦 10月13日
|              | 1 | 2 | 3 | 4 | 5 | 6 | 7 | 8 | 9 | R | H  | E |
| ------------ | - | - | - | - | - | - | - | - | - | - | -- | - |
| ソフトバンク | 0 | 0 | 1 | 2 | 0 | 2 | 2 | 0 | 2 | 9 | 17 | 1 |
| 西武         | 0 | 0 | 0 | 1 | 1 | 1 | 0 | 0 | 0 | 3 | 10 | 2 |

1. ソ：バンデンハーク（4回1/3）、嘉弥真（0回1/3）、○髙橋純（0回1/3）、石川（1回）、甲斐野（1回）、モイネロ（1回）、森（1回） - 甲斐、髙谷
2. 西：●本田（3回0/3）、平良（1回1/3）、松本（1回）、小川（0回0/3）、ヒース（1回2/3）、増田（2回）
3. 勝利：髙橋純（1勝）
4. 敗戦：本田（1敗）
5. 本塁打
ソ：今宮1号（3回ソロ・本田）、グラシアル3号（4回ソロ・本田）、今宮2号（6回2ラン・松本）、今宮3号（9回2ラン・増田）
西：メヒア1号（5回ソロ・バンデンハーク）、山川1号（6回ソロ・石川）
6. 審判
［球審］木内
［塁審］橋本（1B）、佐々木（2B）、白井（3B）
［外審］本田（LL）、丹波（RL）
7. 試合開始：14時00分 試合時間：4時間00分[25]

| ソフトバンク | ソフトバンク | ソフトバンク |
| 打順         | 守備         | 選手         |
| ------------ | ------------ | ------------ |
| 1            | [二]         | 牧原         |
| 2            | [遊]         | 今宮         |
| 3            | [中]         | 柳田         |
| 4            | [指]         | デスパイネ   |
| 5            | [右]         | 中村晃       |
|              | 右           | 福田         |
| 6            | [左]         | グラシアル   |
|              | 一           | 明石         |
| 7            | [三]         | 松田宣       |
| 8            | [一]         | 内川聖一     |
|              | 左           | 周東         |
| 9            | [捕]         | 甲斐         |
|              | 打           | 長谷川勇     |
|              | 捕           | 髙谷         |

| 西武 | 西武   | 西武   |
| 打順 | 守備   | 選手   |
| ---- | ------ | ------ |
| 1    | [中]   | 秋山   |
| 2    | [遊]   | 源田   |
| 3    | [捕]   | 森     |
| 4    | [三]   | 中村   |
| 5    | [二]   | 外崎   |
| 6    | [一]   | 山川   |
| 7    | [左]   | 栗山   |
|      | 走右   | 木村   |
| 8    | [指]   | メヒア |
| 9    | [右左] | 金子侑 |

西武の先発は本田、ソフトバンクの先発はバンデンハーク。
2回まで両チーム無得点だったが、ソフトバンクは3回表、今宮がソロ本塁打を放ち、4試合連続先制する。さらに続く4回表にはグラシアルの本塁打と甲斐の適時打で2点を追加した。一方、ソフトバンクの先発・バンデンハークは、3回裏まで無失点も、4回裏に山川の適時打で1点、5回裏にはメヒアのソロ本塁打で1点差とされる。それでも、6回表に今宮が2点本塁打を放ち再び3点差とする。西武はその裏に山川の本塁打で3-5とするも、ソフトバンクは7回表に代打・長谷川と今宮の適時打で2点を追加。そして9回表には今宮がこの試合3本目の本塁打となる2点本塁打を放ち、勝負を決めた。最後は6点差ながらクローザーの森が9回裏を3人で締め、ソフトバンクが4連勝のスイープで3年連続の日本シリーズ進出を決めた。下位チームが4連勝でファイナルステージを突破するのは、パ・リーグのクライマックスシリーズ史上初。また、セ・リーグも合わせて史上初となるファーストステージから6連勝での突破となった。
西武は前年同様打線の力で終盤に逆転してリーグ優勝するも、投手陣はパ・リーグワーストの防御率4.35で前年と変化は見られず、このシリーズも4試合合計で32失点と前年に引き続き崩壊した。12球団トップの得点力を誇った打線もこのシリーズ4試合合計でわずか13得点と沈黙。森友哉は4試合で14打数2安打、1打点、打率.143、守っても初戦で捕逸を犯して逆転を許すなど攻守に精彩を欠いた。源田壮亮は16打数3安打、打率.188に終わった。さらに、勝ち頭でソフトバンクに相性の良い髙橋光成が故障でCSで登板できなかったことも響いた。

## 表彰選手
MVP
今宮健太（ソフトバンク）
ファイナルステージ第4戦では、ポストシーズン史上最多となる1試合5安打、クライマックス史上最多となる1試合3本塁打、同史上5人目の最多タイとなる1試合5打点の活躍を挙げるなど、ファイナルステージの打率は.526（19打数10安打）を記録した。

## 記録
ファイナルシリーズ
- （アドバンテージを含まない）4連勝：福岡ソフトバンクホークス
  - 2014年のセ・リーグ クライマックスシリーズで阪神タイガースが記録して以来、パ・リーグでは初。
- 1試合3本塁打：今宮健太（福岡ソフトバンクホークス、第4戦）
- 1試合5安打：今宮健太（福岡ソフトバンクホークス、第4戦）
いずれもクライマックスシリーズ新記録、さらに1試合5安打は日本シリーズを含むポストシーズン新記録。なお、今宮はこの試合6打点を記録しており、こちらは通算5人目のタイ記録[34]。

## テレビ・ラジオ放送およびネット配信

### テレビ放送

#### ファーストステージ放送日程
第1戦（10月5日）
- 福岡放送 ≪地上波、日本テレビ系列、福岡県ローカル≫
  - 放送時間：13:30 - 16:00
- ミヤギテレビ ≪地上波、日本テレビ系列、宮城県ローカル≫
  - 放送時間：12:55 - 16:30
- TOKYO MX2 ≪地上波、東京都ローカル≫[35]
  - 放送時間:13:00 - 18:00
- NHK BS1[36]
  - 放送時間：13:00 - 16:55
- FOXスポーツ&エンターテイメント≪有料BS≫[37]
  - 放送時間：12:45 - 17:00

第2戦（10月6日）
- 九州朝日放送・山口朝日放送・長崎文化放送・熊本朝日放送・大分朝日放送・鹿児島放送・琉球朝日放送 ≪地上波、テレビ朝日系列フルネット6局。クロスネット局のテレビ宮崎を除いた九州・山口ブロックネット≫
  - 放送時間

（九州朝日放送）：13:55 - 16:30
（その他テレビ朝日系九州・山口ブロック6局）：13:55 - 16:00
- TOKYO MX2 ≪地上波、東京都ローカル≫[35]
  - 放送時間：13:00 - 18:00
- NHK BS1[36]
  - 放送時間：13:00 - 16:50（マルチ編成を実施し、101chで放送）・16:50 - 16:55（マルチ編成を実施し、102chで放送）（番組全体で25分延長）
- FOXスポーツ&エンターテイメント≪有料BS≫
  - 放送時間：12:45 - 17:00

第3戦（10月7日）
- テレビ西日本 ≪地上波、フジテレビ系列、福岡県ローカル≫
  - 放送時間：19:00 - 21:00
- 仙台放送 ≪地上波、フジテレビ系列、宮城県ローカル≫
  - 放送時間：19:00 - 21:00
- TOKYO MX2 ≪地上波、東京都ローカル≫[35]
  - 放送時間：18:00 - 21:30（30分早終了）
- BS朝日・BS朝日 4K[38]
  - 放送時間：18:00 -21:24（30分延長）
- FOXスポーツ&エンターテイメント≪有料BS≫
  - 放送時間：17:45 - 23:00

#### ファイナルステージ放送日程
第1戦（10月9日）
- 九州朝日放送 ≪地上波、テレビ朝日系列、福岡県ローカル≫
  - 放送時間：18:15 - 21:00
- NHK BS1[36]
  - 放送時間：18:00 - 21:50（延長20分）
- フジテレビTWO≪有料CS≫[39]
  - 放送時間：17:50 - (23:00)

第2戦（10月10日）
- 福岡放送 ≪地上波、日本テレビ系列、福岡県ローカル≫
  - 放送時間：18:15 - 21:00
- NHK BS1[36]
  - 放送時間：18:00 - 19:20（マルチ編成を実施し、101chで放送）・19:20 - 21:30（マルチ編成を実施し、102chで放送）
- フジテレビTWO≪有料CS≫[39]
  - 放送時間：17:50 - (23:00)

第3戦（10月11日）
- テレビ埼玉 ≪地上波、埼玉県ローカル≫[40]
  - 放送時間：18:00 - 21:30（以降延長の場合は、最大23:00まで。032ch）
- 福岡放送 ≪地上波、日本テレビ系列、福岡県ローカル≫
  - 放送時間：18:15 - 21:42（延長48分）[41]
- BS朝日・BS朝日 4K[38]
  - 放送時間：18:00 - 21:40（延長46分）
- フジテレビTWO ≪有料CS≫[39]
  - 放送時間：17:50 - (23:00)

第4戦（10月13日）
- テレビ埼玉 ≪地上波、埼玉県ローカル≫[40]
  - 放送時間：13:50 - 15:10・15:10 - (19:00)（マルチ編成を実施し、サブチャンネル＜032ch＞にて放送。）
- NHK BS1[36]
  - 放送時間：13:00 - 16:30
- フジテレビTWO≪有料CS≫[39]
  - 放送時間：13:50 - (19:00)

打ち切りとなった試合
第5戦（10月14日）が実施されていた場合は、NHK BS1とフジテレビTWO≪有料CS≫で、第6戦（10月15日）が実施されていた場合は、TVQ九州放送≪地上波、福岡県ローカル≫とフジテレビTWO≪有料CS≫でそれぞれ試合終了まで放送予定であった。

### ラジオ放送

#### ファーストステージ放送日程
全試合RKB毎日放送・九州朝日放送・東北放送で放送。またRakuten.FM TOHOKUでも放送。

#### ファイナルステージ放送日程
ホークスの地元であるRKB毎日放送・九州朝日放送が全試合放送したほか、NHKラジオ第一・ニッポン放送も第4戦を放送した。

### ネット配信
ファースト・ファイナルステージともにパ・リーグTV、DAZN、Rakuten TVなどで配信。ファイナルステージについては全試合文化放送インターネットライブで配信。